# ヒュー・チャムリー (初代チャムリー伯爵)

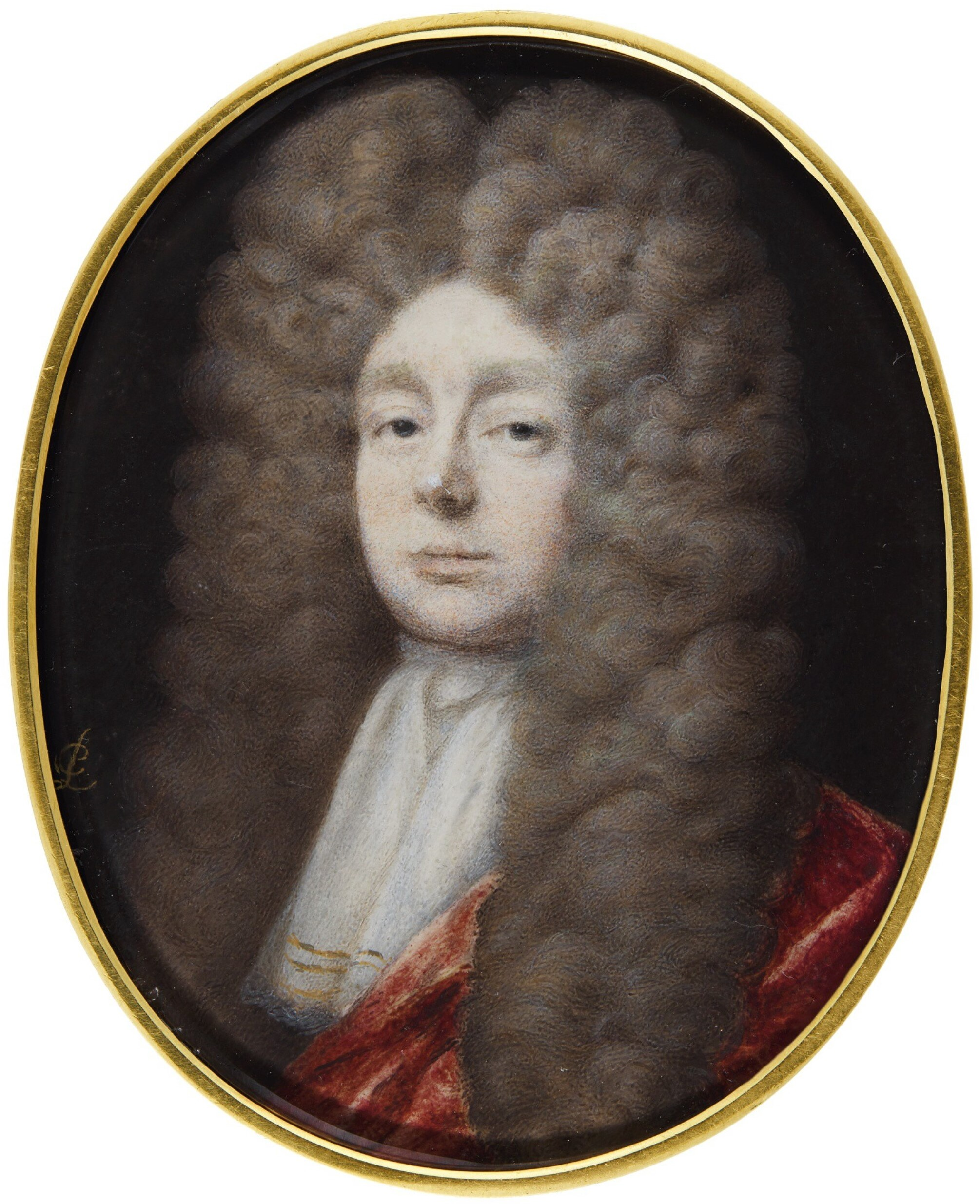
ピーター・クロスによる肖像画。

初代チャムリー伯爵ヒュー・チャムリー（英語: Hugh Cholmondeley, 1st Earl of Cholmondeley PC、1662年 – 1725年1月18日）は、イギリスの貴族、政治家。1662年から1681年までヒュー・チャムリー閣下の儀礼称号を、1681年から1706年までチャムリー子爵の称号を使用した。

## 生涯

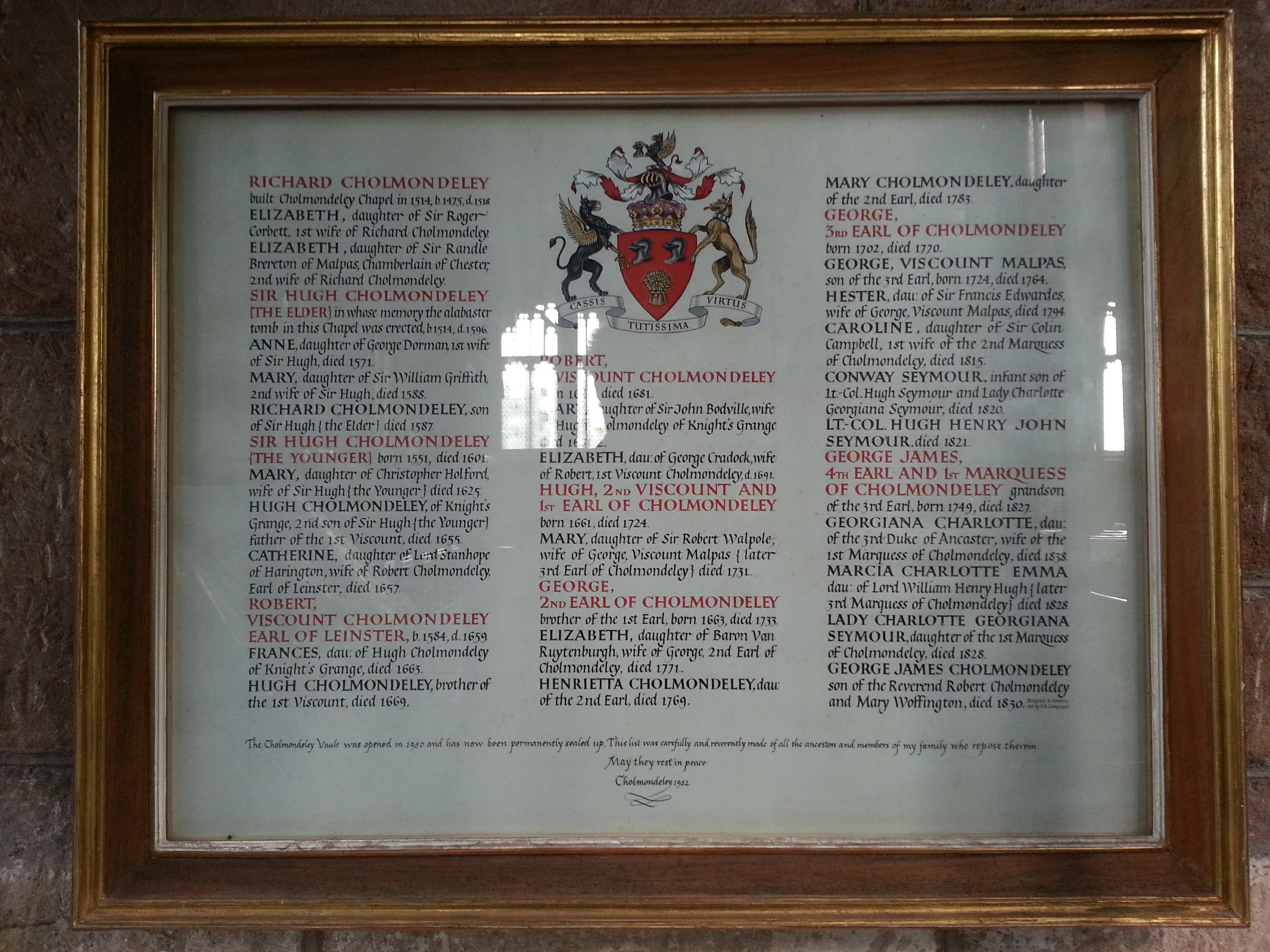
マルパスの聖オスワルド教会にある家族納骨所のチャムリー家に関する説明。

初代チャムリー子爵ロバート・チャムリーとエリザベス・クラドック（Elizabeth Cradock、ジョージ・クラドックの娘）の長男として生まれ、1678年5月8日にオックスフォード大学クライスト・チャーチに入学した。1681年5月、父の死去に伴いチャムリー子爵を継承したが、アイルランド貴族の爵位だったためイングランド貴族院の議席は得られなかった。ウィリアムとメアリーのイングランド王位請求を支持、2人が1689年にウィリアム3世とメアリー2世として即位すると、チャムリーは1689年4月18日にナンプトウィッチのチャムリー男爵（イングランド貴族、弟ジョージへの残余権付き）に叙され、貴族院の議席を得た。1706年3月、イングランドの枢密顧問官に任命され、12月にはマルパス子爵およびチャムリー伯爵（いずれも弟ジョージへの残余権付き）に叙された。
1708年4月22日、アン女王によって王室監査官に任命され、5月10日にグレートブリテン枢密院の枢密顧問官に任命されたが、10月6日には王室会計長官に転じ、1713年にいったん罷免されるも1714年のジョージ1世即位に伴い復帰した。また、1702年から1713年までと1714年から1725年までアングルシー、カーナーヴォンシャー、デンビーシャー、フリントシャー、メリオネスシャー、モンゴメリーシャー統監を、1704年から1713年までと1714年から1725年までチェシャー統監を務めた。
1725年1月18日に死去、生涯未婚だったため弟ジョージ（1715年にニューバラ男爵に、1716年にニューバーグ男爵に叙爵）が爵位を継承した。

## 関連図書
- Kidd, Charles, Williamson, David (editors). Debrett's Peerage and Baronetage (1990 edition). New York: St Martin's Press, 1990.

| 公職                          | 公職 | 公職                          |
| ----------------------------- | --- | ----------------------------- |
| 先代 サー・トマス・マンセル   | 王室監査官 1708年 | 次代 サー・トマス・フェルトン |
| 先代 ブラッドフォード伯爵     | 王室会計長官 1708年 – 1713年 | 次代 ランズダウン男爵         |
| 先代 ランズダウン男爵         | 王室会計長官 1714年 – 1725年 | 次代 ポール・メシュエン       |
| 軍職                          | |                               |
| 先代 ピーター・シェイカーリー | チェスター総督 1705年 – 1713年 | 次代 トマス・アッシュトン     |
| 先代 トマス・アッシュトン     | チェスター総督 1714年 – 1725年 | 次代 チャムリー伯爵           |
| 名誉職                        | |                               |
| 先代 ダービー伯爵             | 北ウェールズ統監 （アングルシー、カーナーヴォンシャー、 デンビーシャー、フリントシャー、 メリオネスシャー、モンゴメリーシャー統監） 1702年 – 1713年 | 次代 プリマス伯爵             |
| 先代 リヴァーズ伯爵           | チェシャー統監 1704年 – 1713年 | 次代 プリマス伯爵             |
| 先代 リヴァーズ伯爵           | チェシャー副提督 1704年 – 1725年 | 次代 チャムリー伯爵           |
| 先代 プリマス伯爵             | チェシャー統監および北ウェールズ統監 1714年 – 1725年                                                                                                | 次代 チャムリー伯爵           |
| イングランドの爵位            | |                               |
| 爵位創設                      | チャムリー伯爵 1706年 – 1725年 | 次代 ジョージ・チャムリー     |
| 爵位創設                      | チャムリー男爵 1689年 – 1725年 | 次代 ジョージ・チャムリー     |
| アイルランドの爵位            | |                               |
| 先代 ロバート・チャムリー     | チャムリー子爵 1681年 – 1725年 | 次代 ジョージ・チャムリー     |